# László Szabó (kỳ thủ)
László Szabó (phát âm tiếng Hungary: [ˈsɒboː ˈlaːsloː] Ngày 19 tháng 3 năm 1917 – Ngày 8 tháng 8, năm 1998) là đại kiện tướng cờ vua người Hungary.
Sinh ra ở Budapest, ông bật lên quốc tế cờ cảnh năm 1935, ở tuổi 18, ông giành giải nhất ở Giải vô địch Hungary, một giải đấu cờ vua quốc tế ở Tatatóváros, và đã được chọn để đại diện cho đất nước của mình ở 1935 Warsaw Olympic.

## Sách
- Meine besten Partien (tiếng Đức, 248 trang, 1990.) (https://www.schachversand.de/e/listen/autoren/243.html%5B%5D)
- My best games of chess (English, 209 trang, 1986.) (https://www.schachversand.de/e/listen/autoren/V243.html Lưu trữ ngày 17 tháng 7 năm 2012 tại Wayback Machine)